# レッチェンタール
レッチェンタールあるいはレッチェン谷（ドイツ語: Lötschental）とはスイスヴァレー州ローヌ谷の村、Steg/Gampelから北東の方向に伸びる谷である。谷の総延長は約27kmに及び、ローヌ谷の北側にある谷の中で最大の谷となる。

## 概要

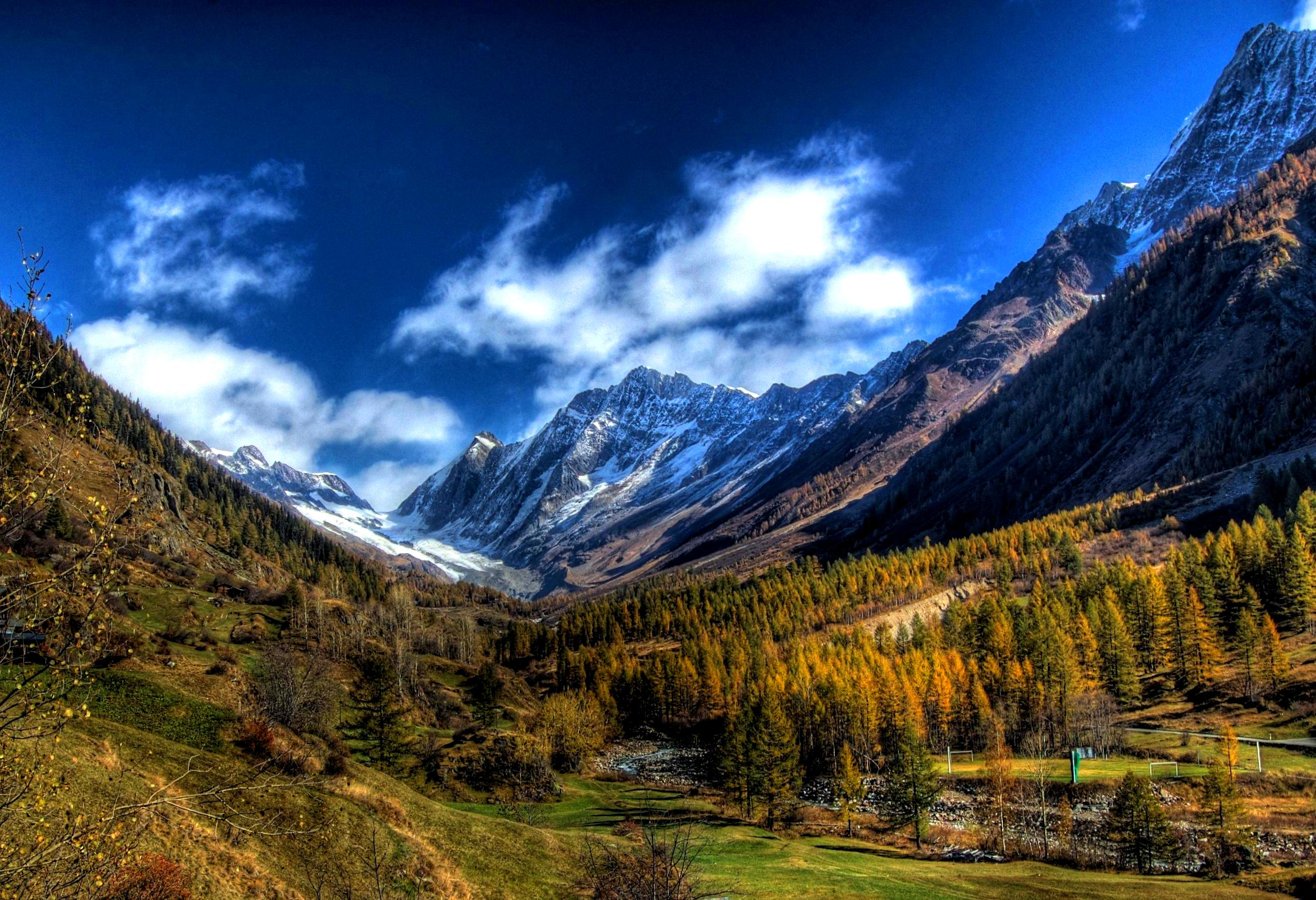
秋のレッチェンタール（レッチェン谷）

谷の両側にはビエッチホルン、ブライトホルン、アレッチホルン、チンゲルホルンなどの山が連なり、谷奥まで進むとラング氷河が現れる。ベルンとブリークを結ぶ鉄道路線の駅、ゴッペンシュタインがレッチェンタールへの入り口となり、谷奥のファフラーアルプまでポストバスが運行している。
レッチェンタールを貫流するロンザ川沿いに、ヴィラー、キッペル、フェルデン、レッチェンなどの集落が点在する。ロンザ川は、ラング氷河を水源とし、Steg/Gampelでローヌ川に注いでいる。ラング氷河はアレッチ氷河の北端につながる氷河で、周辺の山々とともに「スイス・アルプスのユングフラウとアレッチ」の名で世界自然遺産に登録されている。
レッチェンタールにはローマ時代から人が定住していたが、周囲を急峻な山岳地帯に囲まれた地形のため、20世紀に入るまで外部の世界との交流がほとんど閉ざされてきた。近年は牧畜に代わり、観光業が谷の主力産業となっている。
毎年冬に行われるチェゲッテ（ロイチェゲッタ）は、秋田県男鹿半島のなまはげに似たお祭りで、村の男性が木で彫った恐ろしい形相のお面をつけて雪の中を歩き、家々を訪ね歩く物である。